# 1750 en science
| Années de la science : 1747 - 1748 - 1749 - 1750 - 1751 - 1752 - 1753    |
| Décennies de la science : 1720 - 1730 - 1740 - 1750 - 1760 - 1770 - 1780 |

Cet article présente les faits marquants de l'année 1750 en science.

## Événements
- 25 janvier : Pierre Bouguer est élu membre de la Royal Society[1].
- Mai : une épidémie emporte à Londres plusieurs magistrats de la cour d'assises. Elle est attribuée par John Pringle en 1752, dans Observations on the diseases of the army in camp and garrison, à « l'air renfermé, l'humidité et la malpropreté[2] » de la prison de Newgate. « Cette fièvre des prisons a tant de rapport avec la fièvre pestilentielle des hôpitaux[2] »…

- 4 juillet : Arrêt du conseil d’État du roi portant règlement entre la Faculté de médecine de Paris et les maîtres en l'art et science de la chirurgie de la même ville. À la suite d'une confrontation entre de Germain Pichault de La Martinière et François Chicoyneau, premier médecin du roi, le conseil d'État de France fait cesser la sujétion des chirurgiens aux médecins[3].

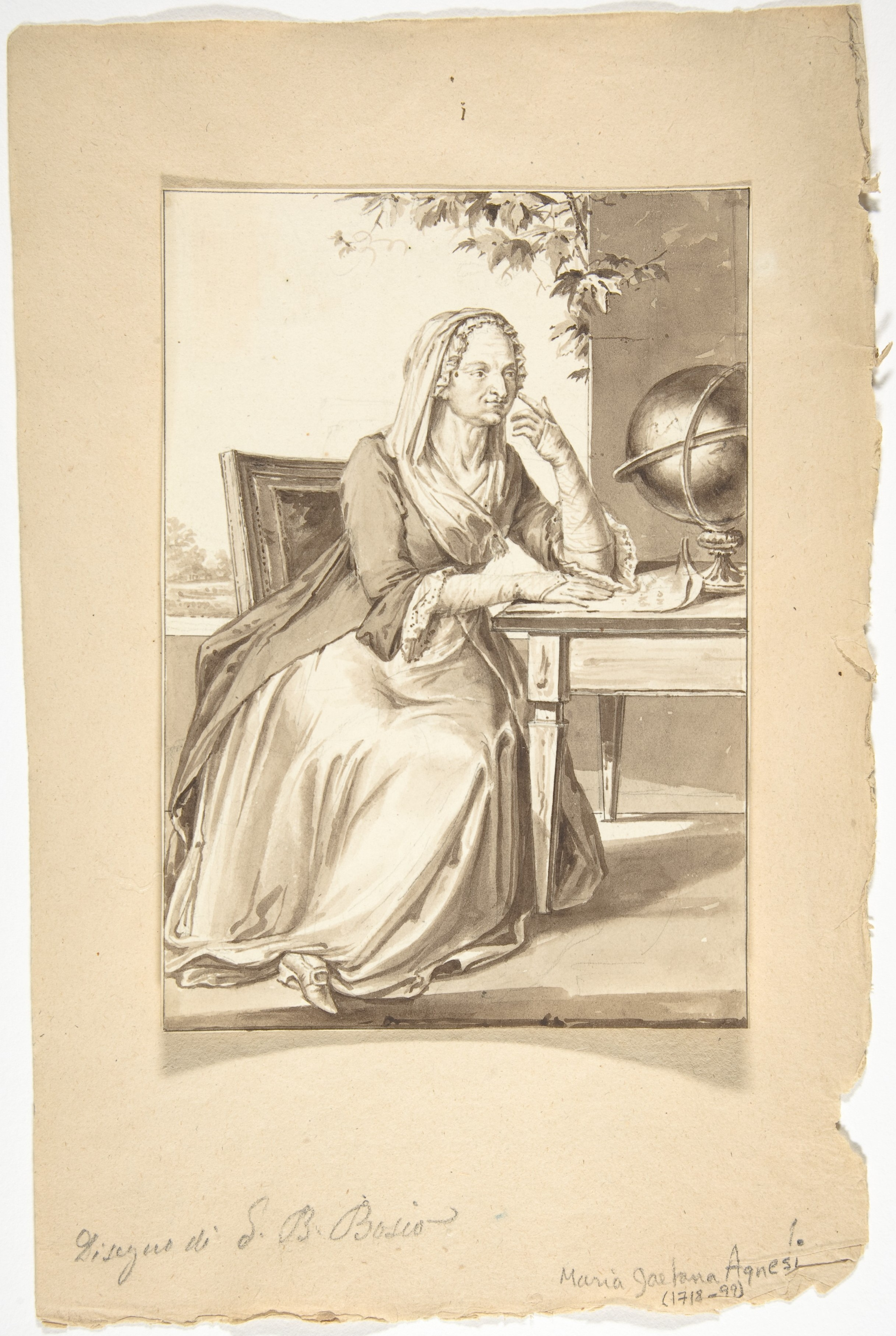
Portrait de Maria Gaetana Agnesi.

- 16 septembre : Maria Gaetana Agnesi obtient la chaire de mathématique à l'université de Bologne avec le consentement du  pape Benoît XIV. Elle n’exerce pas la fonction tout en continuant ses recherches scientifiques[4].
- 15 novembre : le médecin John Pringle lit devant la Royal Society ses conclusions sur les substances antiseptiques. Il fait trois communications sur le sujet dans les Philosophical Transactions (15 novembre 1750, 25 avril et 20 juin 1751)[5].
- 18 novembre : le pasteur suédois Pehr Osbeck quitte Göteborg comme aumônier à bord du « Prins Carl », navire de la Compagnie suédoise des Indes orientales pour la Chine (Canton) et les Indes orientales où il fait une collection de plantes, d'animaux et de spécimens d'histoire naturelle (fin le 26 juin 1752)[6].

- Le mathématicien genevois Gabriel Cramer étudie la lemniscate de Gerono[7].
- Le chimiste écossais Joseph Black imagine une nouvelle balance de précision[8].

- Vers 1750, résistance des matériaux : Leonhard Euler et Daniel Bernoulli développent la théorie d'Euler-Bernoulli ou théorie classique des poutres[9].

## Publications
- Gabriel Cramer : Introduction à l’analyse des lignes courbes algébriques.
- Nicholas Culpeper : The English physician enlarged : with three hundred and sixty-nine medicines, made of English herbs, that were not any impression until this. Being an astro-physical discourse of the vulgar herbs of this nation, containing a complete method of physic, whereby a man may preserve his body in health, or cure himself, being sick, for three-pence charge.
- Leonhard Euler, Recherches sur l’effet d’une machine hydraulique proposée par M. Segner, professeur a Gœttingue, dans les Mémoires de l'Académie des Sciences et des Belles-Lettres de Berlin. La roue à réaction de Segner relance l'intérêt pour la propulsion à réaction et prélude aux recherches sur les turbines[10].
- Benjamin Franklin : Conjectures concernant les Propriétés Électriques et les Effets de La Matière Électrique, provenant d'expériences et d'observations réalisées à Philadelphie en 1749.
- Conrad Gessner : Historia Plantarum (de), écrite entre 1555 et 1565.
- John Michell :  A treatise of artificial magnets, source de ce qui sera appelé la « méthode Michell ».
- Thomas Wright : An original theory or new hypothesis of the universe (Une théorie originale ou une nouvelle hypothèse sur l'univers). L'astronome britannique discute des galaxies et de la forme de la Voie lactée. Il émet l'hypothèse que la Voie lactée est un vaste nuage d'étoiles en rotation que la gravité aplatit pour ne former qu'un unique plan avec une structure similaire[11].

### Traductions
- Nicolas-Louis de Lacaille : (en) The elements of astronomy : deduced from observations, and demonstrated upon the mathematical principles of the Newtonian philosophy : with practical rules whereby the principal phenomena are determined, traduction de Leçons élémentaires d'astronomie géométrique et physique, Londres.
- Julien Offray de La Mettrie : (en) Man a machine….
- Claude-Nicolas Le Cat : (en) A physical essay on the senses, Londres.

## Prix
- Médailles de la Royal Society
  - Médaille Copley : George Edwards

## Naissances

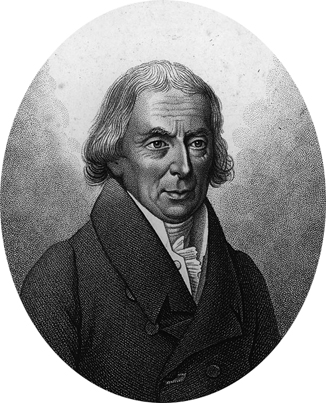
René Desfontaines.

- 11 janvier : Isaac Milner (mort en 1820), mathématicien et inventeur britannique.
- 18 janvier : Johann Gottlob Schneider (mort en 1822), philologue et naturaliste allemand.
- 14 février : René Desfontaines (mort en 1833), botaniste français.
- 16 mars : Caroline Herschel (morte en 1848), astronome britannique et allemande.
- 24 avril : 
  - Simon Antoine Jean L'Huilier (mort en 1840), mathématicien suisse.
  - Abraham Darby III (mort en 1791), maître de forges et quaker britannique[12].
- 13 mai : Lorenzo Mascheroni (mort en 1800), mathématicien italien.
- 23 juin : Déodat Gratet de Dolomieu (mort en 1801), géologue et minéralogiste français.
- 2 juillet : François Huber (mort en 1831), naturaliste suisse.
- 5 juillet : Ami Argand (mort en 1803), physicien et chimiste genevois.
- 14 juillet : Aaron Arrowsmith (mort en 1823), géographe et cartographe anglais.
- 9 août : Jean Fortin (mort en 1831), aussi connu comme Jean Nicolas Fortin, fabricant d'instruments scientifiques.
- 22 septembre : Christian Konrad Sprengel (mort en 1816), botaniste allemand.
- 23 septembre : Nicolas Maurice Chompré (mort en 1825), administrateur, diplomate, mathématicien et physicien français.
- 8 octobre : Adam Afzelius (mort le 20 janvier 1837), botaniste suédois.
- 21 novembre : Jean-André Mongez (mort en 1788), scientifique et minéralogiste français.

- Moïse Ensheim (mort en 1839), mathématicien et poète français.

## Décès
- 18 février : Georg Bernhard Bilfinger (né en 1693), philosophe, mathématicien et scientifique allemand[13].
- 29 mars : James Jurin (baptisé le 15 décembre 1684), médecin, physicien, statisticien et satiriste anglais.
- 25 avril : Olof Petrus Hjorter (sv) (né en 1696), astronome suédois.